# Prandi (rzeka)
Prandi (est. Prandi jõgi) – rzeka w środkowej Estonii. Źródła znajdują się na zachód od wsi Prandi, gmina Koigi. Rzeka wypływa z jeziora Prandi, znajdującego się na terenie rezerwatu przyrody Prandi looduskaitseala. Wpada do rzeki Parnawa w miejscowości Särevere. Ma długość 24,8 km i powierzchnię dorzecza 281,2 km².